# Perl D. Decker

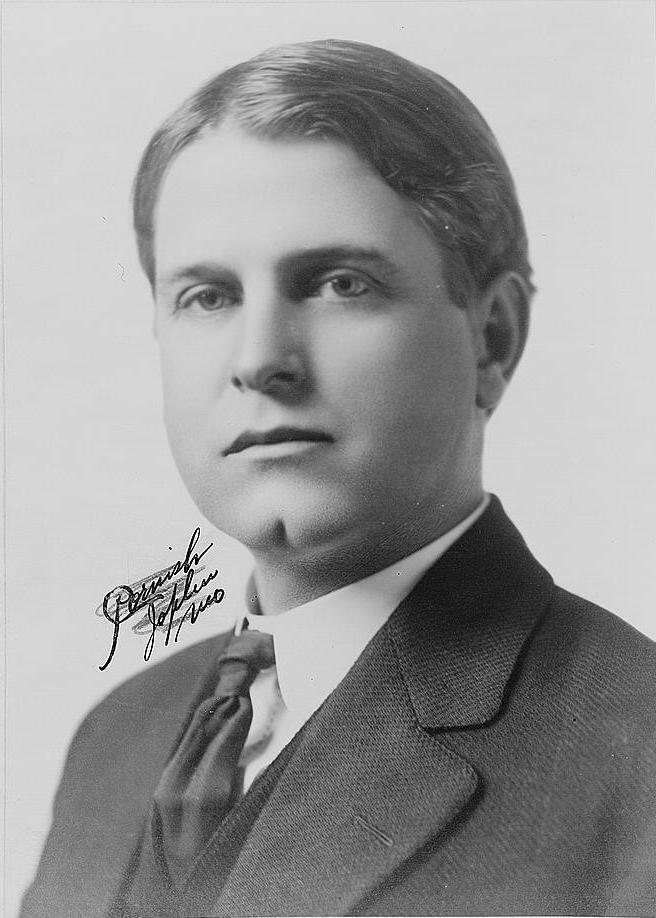
Perl D. Decker (1912)

Perl Ditmer Decker (* 10. September 1875 bei Coolville, Athens County, Ohio; † 22. August 1934 in Kansas City, Missouri) war ein US-amerikanischer Politiker. Zwischen 1913 und 1919 vertrat er den Bundesstaat Missouri im US-Repräsentantenhaus.

## Werdegang
Im Jahr 1879 kam Perl Decker mit seinen Eltern auf eine Farm im Cloud County in Kansas. Er besuchte die öffentlichen Schulen seiner neuen Heimat und studierte danach bis 1897 am Park College in Parkville (Missouri). Nach einem anschließenden Jurastudium an der University of Kansas und seiner 1899 erfolgten Zulassung als Rechtsanwalt begann er ab 1900 in Joplin in diesem Beruf zu arbeiten. Zwischen 1900 und 1902 war er juristischer Vertreter dieser Stadt.
Politisch war Decker Mitglied der Demokratischen Partei. Bei den Kongresswahlen des Jahres 1912 wurde er im 15. Wahlbezirk von Missouri in das US-Repräsentantenhaus in Washington, D.C. gewählt, wo er am 4. März 1913 die Nachfolge von James Alexander Daugherty antrat. Nach zwei Wiederwahlen konnte er bis zum 3. März 1919 drei Legislaturperioden im Kongress absolvieren. In diese Zeit fiel der Erste Weltkrieg. Im Jahr 1913 wurden der 16. und der 17. Verfassungszusatz ratifiziert.
1918 unterlag Decker dem Republikaner Isaac V. McPherson. Nach seinem Ausscheiden aus dem US-Repräsentantenhaus praktizierte er wieder als Anwalt. 1932 war er Delegierter zur Democratic National Convention in Chicago, auf der Franklin D. Roosevelt erstmals als Präsidentschaftskandidat nominiert wurde. Perl Decker starb am 22. August 1934 in Kansas City und wurde in Joplin beigesetzt.